# The Gibson Goddess
The Gibson Goddess è un cortometraggio muto del 1909 scritto e diretto da David W. Griffith.

## Trama
Per lasciarsi alle spalle le fatiche di una convulsa stagione dell'alta società, Nanette Renfrae si rifugia in una località marina frequentata dalla classe media, dove lei è una perfetta sconosciuta. Ma il suo stile, il portamento da gran dama, la sua bellezza attirano comunque legioni di ammiratori che lei non riesce più a sopportare, tanto da costringerla a chiudersi in casa. La domestica ha però la bella idea di farla vestire goffamente, così da spaventare i suoi nuovi spasimanti, facendole indossare sotto il costume da bagno delle orrende calze che la fanno sembrare una cicciona. Solo uno non si dà per vinto, il commodoro FItzmaurice, che insiste nel corteggiamento. Nanette, davanti a quell'unico ammiratore, cede, contenta di avere ora al suo servizio solo un unico cicisbeo. Tutti gli altri, scoperta la beffa, restano con le pive nel sacco, invidiosi del commodoro, che è diventato il preferito di Nanette.

## Produzione
Il film fu prodotto dalla Biograph Company, girato a Highlands, nel New Jersey.

## Distribuzione
Distribuito dalla Biograph Company, il film uscì nelle sale cinematografiche statunitensi il 1º novembre 1909, programmato in split reel insieme a un altro cortometraggio, What's Your Hurry?. Digitalizzato, il film fu distribuito dalla Grapevine Video in un'antologia dal titolo D.W. Griffith, Director - Volume 4 (1909)

## Data di uscita
Silent Era DVD
- USA  1º novembre 1909
- USA  agosto 2006   DVD

Alias
- The Gibson Goddess (titolo originale)